# Terry Woodson
Terry C. Woodson (* 1941 in Tulsa; † 19. Oktober 2022 in Studio City, Kalifornien) war ein US-amerikanischer Jazzmusiker (Posaune, Bassposaune, Arrangement) und Orchesterleiter, der sich auch als Musikbibliothekar, Kopist und Musikproduzent betätigte.

## Leben und Wirken
Woodson absolvierte die University of Tulsa und verbrachte einige Jahre als Musiklehrer und Musiker in Tulsa. Er spielte Jazz mit Ken Downing, später mit Rick und Allan Cox, außerdem schrieb er Arrangements für Tanzbands in der ganzen Stadt, bevor er Mitte der 1960er Jahre nach Los Angeles zog. 1966 wurde er Mitglied im Orchester von Don Ellis, trat mit ihm auf dem Newport Jazz Festival auf und wirkte bei mehreren Alben des Trompeters mit, darunter Live at Monterey (1966), Karin Krog Acc by Don Ellis Orchestra (1967) sowie Shock Treatment und Electric Bath von 1968.
Nachdem Woodson Ellis 1968 verlassen hatte, betätigte er sich als Orchesterleiter und tourte mit den Orchestern von Percy Faith, Nelson Riddle und Henry Mancini; viele der Alben und Soundtracks von Mancini aus dieser Zeit (wie The Thief Who Came to Dinner, Condorman und The Hawaiians) enthalten Arrangements Woodsons. Des Weiteren produzierte er Aufnahmen für Diane Schuur, Diana Krall, Monica Mancini, Linda Ronstadt, Louie Bellson, Rosemary Clooney, Diana Ross, Bette Midler, Vince Gill, Del Shannon, Barry Manilow, Steve Tyrell und Amy Grant. Den Großteil seiner Karriere – 19 Jahre – verbrachte er aber damit, für Frank Sinatra, Jr. zu dirigieren. Daneben war er für die Partituren von Frank Sinatra verantwortlich. Im Bereich des Jazz war er laut Tom Lord zwischen 1966 und 2006 an 17 Aufnahmesessions beteiligt. 2010 wurde er in die Oklahoma Jazz Hall of Fame aufgenommen.

## Diskographische Hinweise
- Frank Sinatra, Jr. acc by The Frank Sinatra Orchestra: As I Remember It (Angel, 1995)
- Frank Sinatra, Jr. with Orchestra conducted by Terry Woodson: That Face (Reprise, 2006)